# ووینگس میلز (مریلند)
ووینگس میلز (به انگلیسی: Owings Mills) شهری در ایالت مریلند کشور ایالات متحده آمریکا است که جمعیت آن در سرشماری سال ۲۰۱۰ میلادی، ۳۰٬۶۲۲ نفر بوده‌است.